# Montaigu (Jura)
Montaigu – miejscowość i gmina we Francji, w regionie Burgundia-Franche-Comté, w departamencie Jura.
Według danych na rok 1990 gminę zamieszkiwało 536 osób, a gęstość zaludnienia wynosiła 75 osób/km² (wśród 1786 gmin Franche-Comté Montaigu plasuje się na 292. miejscu pod względem liczby ludności, natomiast pod względem powierzchni na miejscu 628.).